# 华赢集团
华赢集团有限公司，簡稱华赢集团（英語：Huaying Group Co., Ltd.），在2015年，由董事長白志勇，於北京（總部）成立，名為「华赢凯来资产管理有限公司」。
其宣稱的業務包括產業投資、民間理財、基金管理、投資擔保、房地產開發、農業、餐飲等，旗下公司包括中國建設企業聯合集團有限公司、北京融投百利餐飲有限公司（美國山姆大叔）、世農科技發展有限公司、天爾房地產開發有限公司、巴鐵科技發展有限公司、華贏凱來投資擔保有限公司。

## 爭議事件
依據《搜狐财经》記者報導，华赢集团屬於一家皮包非法集資公司，所有的事情是靠拉人頭去招攬會員參加。
該公司的「PPP项目」、「超级水稻」、「山姆大叔」快餐连锁店、「治堵神器」和「空中巴士」巴铁等項目，均屬於虛構。其中「巴鐵」最受矚目，因為利用旗下基金進行非法集資。所謂的「巴鐵」車卡，只是一台模型，相當簡陋，所涉及金額約1億元人民幣。
除此之外，還牽涉到宣稱亩产2,800斤的「超级水稻」，但不僅未能豐收，其收成更只及普通水稻一半，部分只得穀殼而沒有米，至今仍未解決。